# Estadio Municipal de Riazor
Het Estadio Municipal de Riazor is een voetbalstadion in het Spaanse La Coruña. Het stadion, dat in 1944 werd gebouwd, is de thuisbasis van de Spaanse voetbalclub Deportivo de La Coruña.

## De eerste decennia
De geschiedenis van het Estadio Riazor gaat gelijk op met dat van Deportivo la Coruña. Toen het stadion in 1944 werd geopend telde het 45.000 plaatsen. Het werd in oktober van dat jaar ingewijd met een wedstrijd tegen Valencia. Slechts 18.000 toeschouwers zagen de club met 3-2 verliezen. De ellende van de openingsdag werd nog vergroot doordat het eerste doelpunt werd gescoord door een Valenciaan.
Het werd nog erger toen Deportivo in het eerste seizoen in het Riazor, genoemd naar het nabijgelegen strand, degradeerde uit de Primera División. Er waren klachten over het stadion, en er gingen geruchten dat het veld 'van de duivel was bezeten'. De club bleef de daaropvolgende decennia jojoën tussen de twee hoogste divisies totdat ze, in het begin van de jaren 80, toen ze in de Segunda División speelde, het Riazor lieten verbouwen voor het WK van 1982. Plastic stoeltjes met rugleuningen vervingen de betonnen banken. Terwijl het comfort in het stadion toenam, nam de capaciteit met 10.000 zitplaatsen af. In Riazor werden drie groepswedstrijden voor het WK gespeeld. Een jaar later kreeg de club toestemming van de gemeente om het stadion voor vijftig jaar te leasen, voor het symbolische bedrag van 1 peseta per jaar.

## Riazor en Superdepor
In de jaren 90 begon Depor zowel nationaal als internationaal meer succes te boeken. Het stadion werd in die periode opnieuw verbouwd. De tribunes kwamen dichter bij het veld te staan, werden overdekt en de hoeken worden opgevuld. De impopulaire metalen dranghekken bleven echter behouden. Het speelveld werd zes meter oostwaarts verplaatst om ruimte te maken voor de Pabellón tribune. Deze werd in augustus 1996 in gebruik genomen tijdens de Trofeo Teresa Herrera. In februari 1998 werd de Marathón tribune voor het eerst gebruikt tijdens de thuiswedstrijd tegen Real Madrid. De werkzaamheden werden in augustus 1998 volledig afgerond. Enkele supporters waren echter niet blij met het feit dat er nu alleen zitplaatsen waren, en tijdens de eerste twee wedstrijden na de heropening werden zo'n 200 stoelen losgerukt en gestolen.

## WK interlands
| №  | Datum        | Wedstrijd        | Uitslag | Competitie                | Toeschouwers |
| -- | ------------ | ---------------- | ------- | ------------------------- | ------------ |
| 1  | 15 juni 1982 | Peru – Kameroen  | 0 – 0   | WK 1982 1e Groepsfase (A) | 11.000       |
| 2  | 19 juni 1982 | Polen – Kameroen | 0 – 0   | WK 1982 1e Groepsfase (A) | 19.000       |
| 3. | 22 juni 1982 | Polen – Peru     | 5 – 1   | WK 1982 1e Groepsfase (A) | 25.000       |

## Laatste jaren
In 2000 werden enkele technische aanpassingen gedaan, omdat Deportivo zich geplaatst had voor de Champions League. Er lagen ook ambitieuze plannen voor een geheel nieuw stadion met een open zijde aan de zeekant. Het ontwerp was gedaan door Peter Eisenman en er waren maquettes gemaakt. Maar door geldgebrek is er van dat plan tot op heden nog niets terechtgekomen.
Wél is de club sinds 2017 bezig met een verbouwing van de buitenkant van Riazor. Een aanleiding hiertoe is dat in februari 2017 de wedstrijd tegen Betis Sevilla werd afgelast. Dit kwam omdat delen van het dak hadden losgelaten vanwege harde wind.